# منطقه پال

سامانه تلویزیونی برحسب کشور، قبل از تعویض دیجیتالی. کشورهایی که از سامانه PAL استفاده می‌کنند به رنگ آبی نمایش داده شده‌است.

منطقه پال (به انگلیسی: PAL region)، قلمروی نشر تلویزیونی است که اکثر اروپا و آفریقا همراه بخش‌هایی از آسیا، آمریکای جنوبی و اقیانوسیه را پوشش می‌دهد. این منطقه را براساس نام استاندارد تلویزیونی پال نامگذاری کرده‌اند که به‌طور سنتی در برخی از آن مناطق استفاده می‌شده، در حالی که استاندارد ان‌تی‌اس‌سی به‌طور سنتی در ژاپن و اکثر بخش‌های آمریکای شمالی استفاده می‌شده‌است.
اخیراً، از آنجا که اکثر کشورها دیگر از PAL استفاده نمی‌کنند، در مباحث مربوط به بازی‌های ویدیویی اصطلاح «منطقه پال» به معنای فهرست مناطقی است که در گذشته این استاندارد را پوشش می‌دادند.